# افینیتی (غرب ویرجینیا)
افینیتی (به انگلیسی: Affinity) یک منطقهٔ مسکونی در ایالات متحده آمریکا است که در شهرستان رالی، ویرجینیای غربی واقع شده است. افینیتی ۷۱۲٫۰۲ متر بالاتر از سطح دریا قرار دارد.